# Josef Pastyřík
Josef Pastyřík (2. března 1869 Šlapanice – 6. dubna 1954 Hulín) byl československý politik, meziválečný poslanec a senátor Národního shromáždění za Československou živnostensko-obchodnickou stranu středostavovskou.

## Biografie
Otec ho dal vyučit kupcem v Brně. Vychodil obchodní školu, byl aktivní v četných kulturních a stavovských spolcích. Od roku 1893 žil v Hulíně, kde si založil obchod. Byl zde prvním náčelníkem sokolské jednoty, zasedal v zastupitelstvu, byl náměstkem starosty.
Už okolo roku 1913 se angažoval v Lidové strana na Moravě (Bulín), která tehdy nově vznikla okolo Hynka Bulína. V zemských volbách toho roku na Moravě měl deklarovanou podporu živnostenských skupin a rodící se stavovské politické strany (Politická strana živnostnictva českoslovanského na Moravě). Stále byl ale počítán nikoliv za živnostenského ale za lidově-pokrokářského kandidáta. V zemských volbách roku 1913 byl zvolen na Moravský zemský sněm za kurii městskou, český obvod Holešov, Bystřice p. Hostýnem, Zlín, Napajedla.
30. října 1918 se stal na Kroměřížsku jednatelem nově ustaveného Okresního národního výboru, kdy je uváděn coby člen České státoprávní demokracie.
Podle údajů k roku 1920 byl profesí obchodníkem a prezidentem Zemské živnostenské rady, bytem v Hulíně. Po dobu půl století byl aktivní v Československé obchodnické besedě a po dobu 40 let v ní držel funkci místopředsedy. V období 1912–1935 byl předsedou Zemské živnostenské rady na Moravě. Před vznikem Československa byl zastoupen ve vídeňské Státní radě živnostenské, po roce 1918 v její nástupnické organizaci se sídlem v Praze.
Po roce 1918 se podílel na zakládání celostátní živnostenské strany. Roku 1919 usedl do jejího výkonného výboru. V parlamentních volbách v roce 1920 získal za Československou živnostensko-obchodnickou stranu středostavovskou poslanecké křeslo v Národním shromáždění. V parlamentních volbách v roce 1925 získal senátorské křeslo v Národním shromáždění. Mandát obhájil v parlamentních volbách v roce 1929. V senátu setrval do roku 1935. Několik dnů před parlamentními volbami v roce 1935 z živnostenské strany vystoupil. Byť původně tisk chybně uváděl, že se tak stalo kvůli nesouhlasu se spoluprací živnostníků s agrárníky (s ní souhlasil), tak živnostníky opustil na protest proti panovačnosti a demagogii předsedy Josefa Václava Najmana, kterou měl živnostníkům a obchodníkům škodit. Nesouhlasil rovněž s odchodem strany do opozice v roce 1932. 